# Ferenc Móra

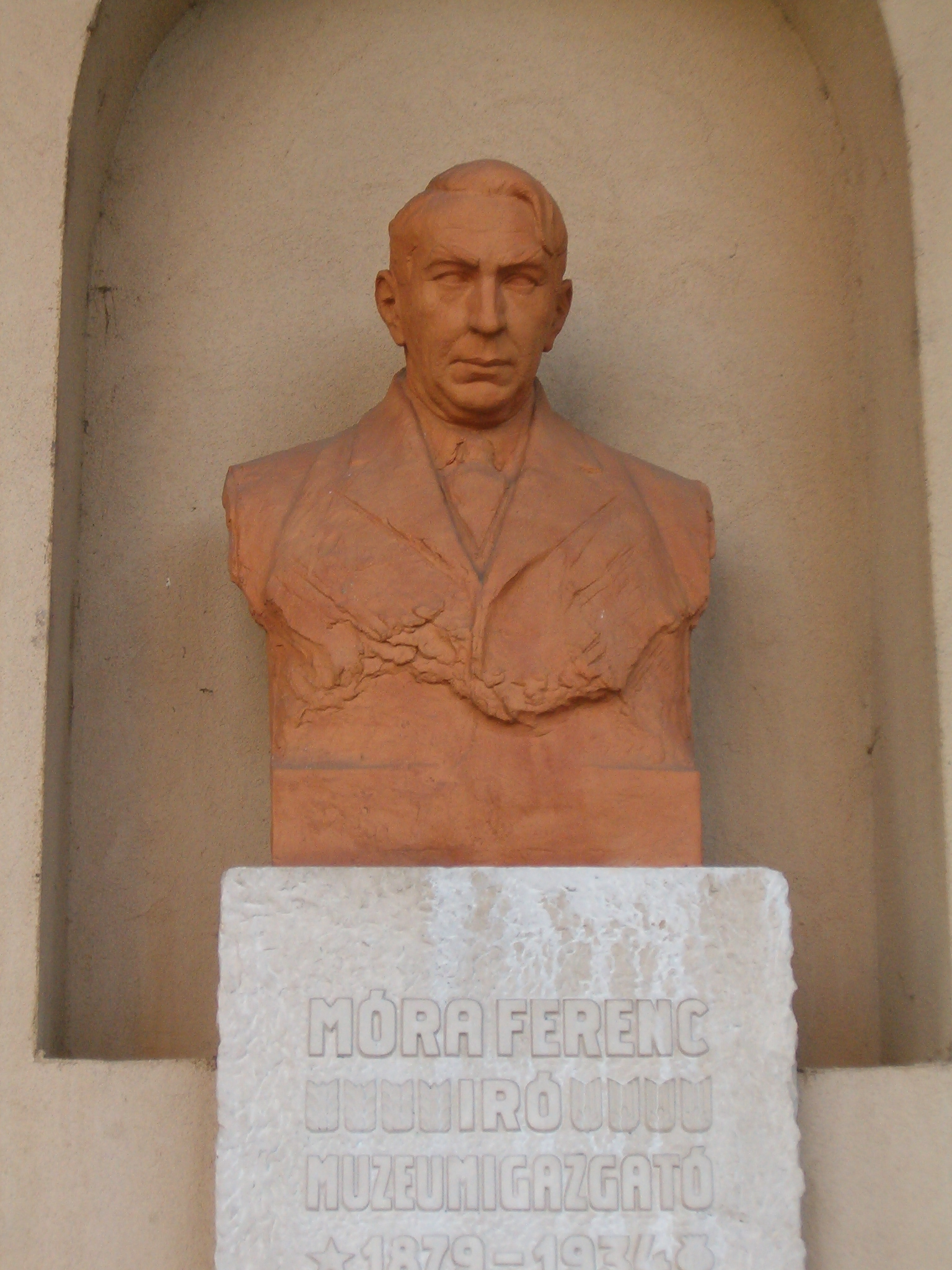
Estatua de Móra en el panteón de Szeged.

Ferenc Móra (Kiskunfélegyháza, 19 de julio de 1879 - Szeged, 8 de febrero de 1934) fue un escritor, periodista y museólogo húngaro.

## Biografía
Nace en una familia de campesinos pobre, su padre, Márton Móra era un peletero remendón, más tarde se hizo artesano, su madre, Anna Juhász era panadera.
Termina sus estudios (a causa de la pobreza de la familia) en difíciles circunstancias.
En la universidad de Budapest obtiene el diploma de profesor especializado en geografía-historia natural, pero solo enseña un año como ayudante de profesor en "Felsőlövő", provincia de "Vas".
De aquí, todavía a principios de siglo, llega a Szeged como colaborador del periódico "Szegedi Napló".
Redactor-jefe del periódico entre 1913 y 1919, y después hasta su muerte, colaborador permanente.
Éste fue prácticamente el único periódico que no se puso al servicio de la propaganda bélica mundial.
Desde 1904 conservador de la biblioteca municipal y provincial de Somogy "Károly", bibliotecario, además se especializó en arqueología, participó en excavaciones, en 1908 terminó el curso de arqueología organizado por la intendencia nacional de bibliotecas y museos.
Tras la muerte de István Tömörkény en 1917 pasa a ser director del museo.
Importantes son sus estudios sobre los materiales encontrados en las excavaciones de Alföld y principalmente en los asentamientos prehistóricos de los alrededores de Szeged: La tumbas kunágota (estudios arqueológicos, Szeged, 1926).
Sus artículos, cuidadosamente redactados y sus folletines construidos con coraje perfectamente estilístico, aparecen en las columnas del periódico de Szeged "Délmagyarország".
Desde 1922 colaborador del diario liberal "Világ", después tras su cierre sus folletines aparecen en "Magyar Hirlap", del que es colaborador hasta su muerte.
Comienza su carrera escribiendo poemas (Az aranyszőrű bárány composición narrativa, Szeged 1902; Szegénysoron, Szeged, 1905), más tarde también escribe versos (Könnyes könyv, Budapest, 1920).
En sus relatos y novelas es uno de los representantes más sensibles de la indefensión del campesinado.
Un excelente don narrador, un humor sereno y un estilo húngaro mundano cercano al lenguaje corriente caracterizan su prosa.
Como publicista juguetonamente, en sentido irónico critica valientemente las injusticias y ambigüedades de la época de Miklós Horthy.
En 1905 conoce en Szeged a Lajos Pósa, quien dirige su atención hacia la literatura juvenil.
A partir de 1905 escribe en el periódico infantil "Az Én Újságom", hasta 1922 más de 1000 de sus escritos aparecen aquí.
Sus obras juveniles, cuyo inspirado material se basa en sus vivencias infantiles, han hecho de él un clásico de la literatura juvenil.
Traba estrecha amistad con Gyula Juhász.
Sus obras se han traducido a varias lenguas extranjeras entre las que no se encuentra el castellano todavía.

## Obras

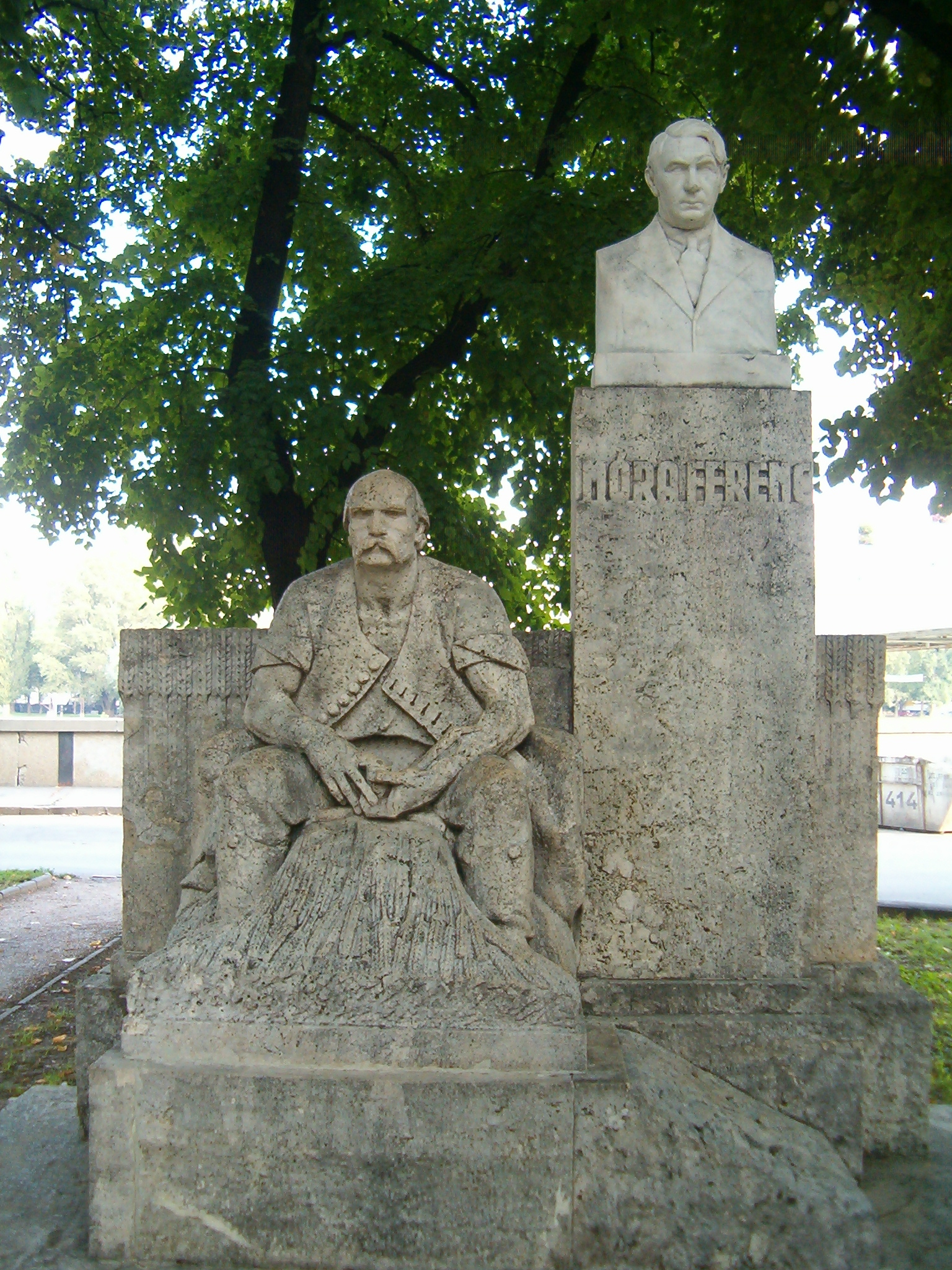
Estatua de Ferenc Móra en la plaza de Szeged Roosevelt

- Rab ember fiai (Budapest, 1909)
- Mindenki Jánoskája (Budapest, 1911)
- Csilicsali Csalavári Csalavér (Budapest, 1912)
- Filkó meg én (Budapest, 1915)
- Kincskereső kisködmön (Budapest, 1918)
- Dióbél királyfi (Budapest, 1922)
- A festő halála (novela, Budapest, 1921, más tarde aparece con el título Négy apának egy leánya)
- Georgikon (Budapest, 1925)
- Nádihegedű (Budapest, 1927)
- Ének a búzamezőkről (regény, Budapest, 1927)
- Beszélgetés a ferdetoronnyal (Budapest, 1927)
- Véreim (Budapest, 1927)
- Sokféle (Budapest, 1927)
- Egy cár, akit várnak (Budapest, 1930)
- Aranykoporsó (novela histórica, Budapest, 1932)
- Daru-utcától a Móra Ferenc-utcáig (novela biográfica, Budapest, 1934)
- Utazás a földalatti Magyarországon (Budapest, 1935)
- Parasztjaim (Budapest, 1935)
- Dióbél királykisasszony (Budapest, 1935)
- Napok, holdak elmúlt csillagok (Budapest, 1935);
- Titulász bankója(Narraciones históricas, cuentos)